# 淺間大基
- 浅間大基

淺間 大基（あさま だいき、1996年6月21日 - ）は、東京都新宿区出身のプロ野球選手（外野手、内野手）。右投左打。北海道日本ハムファイターズ所属。

## 経歴

### プロ入り前
東京都新宿区立牛込仲之小学校の1年時に、軟式野球チームの「いちがやチーターズ」で投手としてプレー。6年時の2008年には、東京ヤクルトスワローズジュニアチームの一員としてNPB12球団ジュニアトーナメントへ参加した。新宿区立牛込第一中学校在学中には生徒会長を務め、「新宿シニア」で投手と外野手を兼務。3年時には、シニアリーグの全国大会で準々決勝まで進出した後に、メキシコで夏に開催された第15回AA世界野球選手権大会へ立田将太などと共に日本代表チームの一員としてに出場した。
横浜高校への進学後は、1年時の春からベンチ入りを果たすと、夏の選手権神奈川大会4回戦に1番打者として公式戦初本塁打を記録、5回戦でも、同級生で4番の髙濱祐仁と揃って本塁打を打った。以降も髙濱との「AT砲」で打線の中軸を担うと、2年生だった2013年夏の神奈川大会では、桐光学園との準決勝で松井裕樹から決勝の2点本塁打を打った。神奈川大会での優勝を経て全国大会に2回戦から出場し、3回戦で敗れたものの、全2試合に「3番・中堅手」としてスタメンで出場、打率.714（7打数5安打）、2打点という好成績を残した。3年時（2014年）には春の選抜大会へ出場。八戸学院光星の前に初戦敗退を喫したが、「1番・中堅手」としてスタメンで3打数2安打を記録した。3年連続の選手権全国大会がかかっていた夏の神奈川大会では準決勝で東海大相模に敗れたものの、大会後の9月にはバンコク（タイ）で開催された第10回18Uアジア野球選手権大会に日本代表の一員として出場、台湾代表との準決勝では、先制の適時二塁打を打った。在学中には、対外試合で通算31本塁打を記録。2学年先輩に田原啓吾・柳裕也・樋口龍之介、高濱以外の同期に渡邊佳明・伊藤将司、2学年後輩に藤平尚真・石川達也がいる。
2014年10月23日に行われたドラフト会議では、北海道日本ハムファイターズから3位指名を受け、契約金4500万円、年俸540万円（金額は推定）という条件で入団した。背番号は26。髙濱も日本ハムから7位指名を受けたため、横浜高校時代に続いてチームメイトになった。

### 日本ハム時代
2015年、春季キャンプ中の紅白戦へ髙濱と共に抜擢。レギュラーシーズンの開幕こそ二軍で迎えたものの、イースタン・リーグの公式戦では、4月末までに29試合の出場で打率.328（125打数41安打）、2本塁打、20打点、4盗塁という好成績を残し、新人選手としてはリーグ史上初めて、3・4月度の月間MVPを受賞。一軍のレギュラー中堅手だった陽岱鋼が左手の骨折によって戦線を離れたことから、5月5日の対東北楽天ゴールデンイーグルス戦（札幌ドーム）で、「2番・中堅手」としてスタメンで一軍公式戦へのデビューを果たした。この試合で初安打と初盗塁を記録すると、翌6日の同カードでは盗塁と適時二塁打による初打点を記録。さらに、8日・9日の対オリックス・バファローズ戦（京セラドーム大阪）でも、スタメンで安打を打った。NPBにドラフト会議が導入された1966年以降に、高校から直接NPBの球団へ入った選手が、レギュラーシーズンでの一軍デビュー戦から2試合連続盗塁と4試合連続安打を記録した事例は、1999年の赤田将吾（西武ライオンズ）以来16年ぶり2人目であった。6月29日に明治神宮野球場で組まれていた「侍ジャパン大学日本代表 対 NPB選抜」にもNPB選抜チームの一員として出場を予定していたが、実際にはチーム事情などからチームメイトの岸里亮佑が淺間に代わって出場した。9月23日の対福岡ソフトバンクホークス戦（札幌ドーム）では、日本ハムの高卒新人選手としては前身球団を含めても初めて、同点の11回裏に迎えた打席でサヨナラ安打（適時二塁打）を打っている。レギュラーシーズン全体では、一軍公式戦46試合の出場で打率.285、10打点、4盗塁、出塁率.307を記録。イースタン・リーグでは、公式戦65試合の出場で打率.300（260打数78安打）、7本塁打を記録した末に優秀選手賞を受賞した。チームがレギュラーシーズン2位で進出したクライマックスシリーズ（CS）では、10月10日の千葉ロッテマリーンズとのファーストステージ第1戦（札幌ドーム）に「7番・右翼手」としてスタメンで出場した。パシフィック・リーグのCSに高卒新人選手がスタメンで出場した事例は、この試合での淺間が初めてである。
2016年、2月の春季キャンプ中に、突然腰痛を発症。後の診断で腰痛の原因が腰椎の分離症によることが判明したため、一軍への合流は4月30日にまで持ち越された。5月3日の対ソフトバンク戦（札幌ドーム）で「1番・中堅手」としてスタメンに起用されると、1回裏の第1打席で一軍公式戦初本塁打を打った。一軍公式戦でプロ初本塁打を先頭打者本塁打で記録した日本人選手は史上31人目で、日本ハムでは1989年の鈴木慶裕以来3人目。また、記録した時点での年齢は19歳で、球団の最年少記録を樹立した。一軍公式戦全体では、前年を上回る52試合に出場。本塁打は前述の1本のみで、打率.191、9打点、2盗塁、出塁率.219を記録した。
2017年、腰痛が再発したため、一軍公式戦にはわずか19試合の出場で打率.167、3打点、1盗塁、出塁率.205と低迷。シーズン終了後の11月1日に、椎間板ヘルニアの内視鏡手術を受けた。
2018年、前年に手術を受けた腰のリハビリを優先し、一軍への合流はレギュラーシーズンの中盤（7月29日）にまで持ち越された。合流後は、一軍公式戦31試合の出場で打率.239、3本塁打、7打点、1盗塁、出塁率.323を記録。シーズンの後半には「1番・右翼手」としてスタメンに起用される試合が多かったが、出場機会を増やす目的で、秋季キャンプからは野球人生で初めて三塁の守備練習に取り組んだ。
2019年、前年までの正三塁手だったブランドン・レアードが退団したことに伴って、外野手登録ながら、レギュラーシーズンの開幕から「1番・三塁手」として一軍公式戦のスタメンに抜擢。しかし、4月19日に東京ヤクルトスワローズとのイースタン・リーグ公式戦で打席に立った際に、自打球が右足を直撃したことによって右脛の骨を挫傷。一軍への復帰までに4か月半を要した。9月7日に復帰したものの、12日の対楽天戦（東京ドーム）での外野守備中に右肘へ異変が発生。試合後の診断で右肘回内筋の肉離れが判明し、再度の離脱を余儀なくされた。一軍公式戦への出場はわずか13試合で、打率.207、1打点、出塁率.233と成績も振るわず、シーズン終了後の契約更改では外野手に再び専念する意向を明かした。
2020年、動体視力の強化トレーニングに励んでいた1月に、左第3中手骨を骨折。入団してから初めての大きな故障（全治4週間）で、打撃練習の再開はオープン戦期間中の3月中旬ため、一軍への合流はレギュラーシーズン中盤の8月中旬にまで持ち越された。一軍公式戦では打率が.190に低迷したが、外野手として前年を上回る42試合に出場したことが球団に評価され、推定年俸1150万円（前年から100万円増）という条件で契約を更改した。
2021年、前年から一転して、春季キャンプのスタートから一軍で過ごすと、バットをやや寝かせて構える打撃フォームに改造。オープン戦で打撃が好調だったことに加えて、一軍監督の栗山英樹が一軍の外野3ポジションを「（淺間を含む）レギュラー格の5選手によるローテーション起用」で賄う方針を打ち出したことを背景に、2019年以来2年ぶりの開幕一軍入りを果たした。しかし、一軍に帯同していた選手・首脳陣・スタッフから、4月下旬以降10名以上に新型コロナウイルスへの感染が確認。淺間にも感染者との濃厚接触の可能性があったため、NPBの定める感染拡大防止特例2021に沿って、同月30日に出場選手登録をいったん抹消された。PCR検査で陰性が確認されたため、5月14日付で再登録。6月8日の対阪神タイガース戦（札幌ドーム）では、「1番・中堅手」としてスタメンに起用されていた五十幡亮汰の負傷に伴って1回裏に五十幡の代打で出場すると、2回表から中堅を守りながら一軍公式戦ではプロ入り後初めての1試合4安打（第1打席からの4打席連続安打）を記録した。この年は自身初となる規定打席に到達する。
2022年、1月28日に行われたPCR検査で新型コロナウイルス陽性判定を受けた。2月6日にファームキャンプに合流し、オープン戦では二塁の守備にも付いた。開幕後の4月29日には一塁に初起用された。シーズンでは外野手の今川優馬や万波中正などとレギュラー争いをしていたが、7月28日に行われたPCR検査で新型コロナウイルス陽性判定を受け、無症状ではあったが隔離療養することとなった。8月中の復帰が見込まれたが、9月1日に右足関節骨棘骨折および外傷性滑膜炎と診断され、東京都内の病院で右足関節内遊離体および外傷性滑膜炎に対する遊離体摘出と滑膜切除の手術を受けたと日本ハムが発表した。全治3か月の見通しとなり、シーズンを終えた。シーズンオフの12月21日、翌年から背番号を、横浜高校の先輩であり同年オフにFA権を行使してソフトバンクに移籍した近藤健介が着用していた8に変更することが発表された。
2023年は開幕前に左足を骨折し、5月末に実戦復帰。6月30日に初昇格し、7月2日のオリックス・バファローズ戦では逆転2点適時二塁打を放った。一軍復帰戦から3試合連続安打を放つ活躍を見せたが、出場は13試合にとどまり7月28日に登録を抹消された。オフに300万円減の2500万円で契約を更改した。
2024年はオープン戦で好調を発揮していたが、シーズン開幕直前の3月16日に右手首を負傷して離脱した。出遅れたものの、6月26日に胃腸炎のため抹消された松本剛と入れ替わる形で一軍に昇格。7月12日の福岡ソフトバンクホークス戦では1号ソロ本塁打を放ち、これが自身2年ぶりの本塁打となった。31日のオリックス・バファローズ戦では6回裏一死二三塁の打席でスクイズを敢行、さらに二塁走者も生還したことで「2ランスクイズ」となった。6月の初昇格からはシーズン終了まで一軍に帯同し、49試合に出場して打率.275、1本塁打、11打点、4盗塁の成績を残した。本拠地開催となったクライマックスシリーズ（CS）では、千葉ロッテマリーンズとのファーストステージ全試合に先発出場。初戦を落として迎えた第2戦では、10回裏二死一三塁の打席で澤村拓一からサヨナラ適時打を放った。

## 選手としての特徴
“天才”と称される抜群の野球センスの持ち主であり、走攻守3拍子が揃う。打撃では高いミート力に加え、パンチ力も秘める。走塁では50m走で6秒0を記録した俊足を誇る。守備では遠投100mを記録した強肩と俊足を生かした守備範囲の広さが魅力。だが、淺間は自身のストロングポイントを「眼力」だといっている。

## 人物
愛称は「アサマックス」「まっくす」「だいき」など。趣味は人間観察であり、プロ野球になっていなかったら松本剛選手会長のマネージャーになっていたという。
座右の銘は自身が好きな野球漫画の「MAJOR」の主人公・茂野吾郎と同じ『有言実行』。
高校3年時に東京ヤクルトスワローズのファンを公表している。好きな選手は青木宣親だという。
練習の虫であり、球場では最後まで黙々とバットを振る姿が目撃されている。
乃木坂46などのアイドルが好きで、尊敬している人物は秋元康だという。
母が揚げるチキンカツが大好物。

## 詳細情報

### 年度別打撃成績
| 年 度      | 球 団      | 試 合 | 打 席 | 打 数 | 得 点 | 安 打 | 二 塁 打 | 三 塁 打 | 本 塁 打 | 塁 打 | 打 点 | 盗 塁 | 盗 塁 死 | 犠 打 | 犠 飛 | 四 球 | 敬 遠 | 死 球 | 三 振 | 併 殺 打 | 打 率 | 出 塁 率 | 長 打 率 | O P S |
| ---------- | ---------- | ----- | ----- | ----- | ----- | ----- | -------- | -------- | -------- | ----- | ----- | ----- | -------- | ----- | ----- | ----- | ----- | ----- | ----- | -------- | ----- | -------- | -------- | ----- |
| 2015       | 日本ハム   | 46    | 140   | 130   | 16    | 37    | 6        | 3        | 0        | 49    | 10    | 4     | 2        | 3     | 2     | 5     | 0     | 0     | 29    | 2        | .285  | .307     | .377     | .683  |
| 2016       | 日本ハム   | 52    | 115   | 110   | 9     | 21    | 4        | 1        | 1        | 30    | 9     | 2     | 1        | 1     | 0     | 4     | 0     | 0     | 36    | 0        | .191  | .219     | .273     | .492  |
| 2017       | 日本ハム   | 19    | 44    | 42    | 2     | 7     | 3        | 0        | 0        | 10    | 3     | 1     | 0        | 0     | 0     | 2     | 0     | 0     | 17    | 1        | .167  | .205     | .238     | .443  |
| 2018       | 日本ハム   | 31    | 99    | 88    | 11    | 21    | 6        | 0        | 3        | 36    | 7     | 1     | 1        | 0     | 0     | 10    | 0     | 1     | 18    | 2        | .239  | .323     | .409     | .732  |
| 2019       | 日本ハム   | 13    | 33    | 29    | 4     | 6     | 2        | 1        | 0        | 10    | 1     | 0     | 0        | 3     | 0     | 1     | 0     | 0     | 5     | 0        | .207  | .233     | .345     | .578  |
| 2020       | 日本ハム   | 42    | 63    | 58    | 3     | 11    | 2        | 0        | 0        | 13    | 1     | 0     | 0        | 2     | 0     | 3     | 0     | 0     | 21    | 1        | .190  | .230     | .224     | .454  |
| 2021       | 日本ハム   | 128   | 458   | 411   | 42    | 103   | 17       | 2        | 5        | 139   | 31    | 8     | 4        | 7     | 4     | 31    | 2     | 5     | 115   | 5        | .251  | .308     | .338     | .646  |
| 2022       | 日本ハム   | 75    | 240   | 224   | 20    | 52    | 14       | 1        | 4        | 80    | 15    | 12    | 3        | 4     | 1     | 11    | 0     | 0     | 55    | 3        | .232  | .267     | .357     | .624  |
| 2023       | 日本ハム   | 13    | 38    | 36    | 2     | 8     | 3        | 1        | 0        | 13    | 4     | 0     | 0        | 1     | 0     | 1     | 0     | 0     | 10    | 1        | .222  | .243     | .361     | .604  |
| 2024       | 日本ハム   | 49    | 126   | 109   | 16    | 30    | 4        | 1        | 1        | 39    | 11    | 4     | 2        | 4     | 2     | 9     | 0     | 2     | 35    | 0        | .275  | .336     | .358     | .694  |
| 通算：10年 | 通算：10年 | 468   | 1356  | 1237  | 115   | 296   | 61       | 10       | 14       | 419   | 92    | 32    | 13       | 25    | 9     | 77    | 2     | 8     | 341   | 15       | .239  | .286     | .339     | .625  |

- 2024年度シーズン終了時

### 年度別守備成績
外野守備
| 年 度 | 球 団    | 外野  | 外野  | 外野  | 外野  | 外野  | 外野     |
| 年 度 | 球 団    | 試 合 | 刺 殺 | 補 殺 | 失 策 | 併 殺 | 守 備 率 |
| ----- | -------- | ----- | ----- | ----- | ----- | ----- | -------- |
| 2015  | 日本ハム | 41    | 77    | 4     | 0     | 1     | 1.000    |
| 2016  | 日本ハム | 48    | 53    | 4     | 0     | 2     | 1.000    |
| 2017  | 日本ハム | 9     | 9     | 1     | 1     | 0     | .909     |
| 2018  | 日本ハム | 26    | 49    | 2     | 0     | 1     | 1.000    |
| 2019  | 日本ハム | 4     | 3     | 0     | 0     | 0     | 1.000    |
| 2020  | 日本ハム | 33    | 33    | 1     | 0     | 0     | 1.000    |
| 2021  | 日本ハム | 116   | 231   | 6     | 0     | 1     | 1.000    |
| 2022  | 日本ハム | 66    | 119   | 4     | 1     | 3     | .992     |
| 2023  | 日本ハム | 10    | 17    | 0     | 0     | 0     | 1.000    |
| 2024  | 日本ハム | 39    | 61    | 2     | 2     | 0     | .969     |
| 通算  | 通算     | 392   | 652   | 24    | 4     | 8     | .994     |

内野守備
| 年 度 | 球 団    | 一塁  | 一塁  | 一塁  | 一塁  | 一塁  | 一塁     | 三塁  | 三塁  | 三塁  | 三塁  | 三塁  | 三塁     |
| 年 度 | 球 団    | 試 合 | 刺 殺 | 補 殺 | 失 策 | 併 殺 | 守 備 率 | 試 合 | 刺 殺 | 補 殺 | 失 策 | 併 殺 | 守 備 率 |
| ----- | -------- | ----- | ----- | ----- | ----- | ----- | -------- | ----- | ----- | ----- | ----- | ----- | -------- |
| 2019  | 日本ハム | -     | -     | -     | -     | -     | -        | 9     | 5     | 7     | 2     | 0     | .857     |
| 2020  | 日本ハム | -     | -     | -     | -     | -     | -        | 33    | 33    | 1     | 0     | 0     | 1.000    |
| 2022  | 日本ハム | 4     | 34    | 2     | 0     | 0     | 1.000    | 4     | 0     | 2     | 1     | 0     | .667     |
| 2023  | 日本ハム | 1     | 8     | 0     | 0     | 1     | 1.000    | -     | -     | -     | -     | -     | -        |
| 通算  | 通算     | 5     | 42    | 2     | 0     | 1     | 1.000    | 13    | 5     | 9     | 3     | 0     | .824     |

- 2024年度シーズン終了時
- 各年度の太字はリーグ最高

### 記録
初記録
- 初出場・初先発出場：2015年5月5日、対東北楽天ゴールデンイーグルス8回戦（札幌ドーム）、2番・中堅手で先発出場
- 初打席：同上、1回裏に美馬学から空振り三振
- 初安打：同上、4回裏に美馬学から中前安打
- 初盗塁：同上、5回裏に二盗（投手：美馬学、捕手：嶋基宏）
- 初打点：2015年5月6日、対東北楽天ゴールデンイーグルス9回戦（札幌ドーム）、5回裏に菊池保則から右翼線適時二塁打
- 初本塁打：2016年5月3日、対福岡ソフトバンクホークス6回戦（札幌ドーム）、1回裏にリック・バンデンハークから左越初回先頭打者本塁打

その他の記録
- 高卒新人記録
  - 初出場から2試合連続盗塁 ※史上2人目、球団史上初[76]
  - 初出場から4試合連続安打 ※史上2人目、球団史上初[77]
  - 19歳3か月でサヨナラ安打 ※史上2人目となる最年少タイ、球団史上初[78]
  - クライマックスシリーズ先発出場 ※史上2人目、パ・リーグ史上初、球団史上初[79]
- プロ初本塁打が先頭打者本塁打 ※史上31人目、10代での達成は史上3人目[80]

### 背番号
- 26（2015年 - 2022年）
- 8 （2023年 - ）

### 登場曲
- 「Love Is In The Air」AAA（2015年）
- 「不協和音」欅坂46（2018年）
- 「風に吹かれても」欅坂46（2018年、2019年）
- 「期待していない自分」けやき坂46（2019年）
- 「アザトカワイイ」日向坂46（2020年）
- 「声の足跡」日向坂46（2021年）
- 「五月雨よ」櫻坂46（2022年）
- 「ブラザービート」Snow Man（2022年）
- 「てゆーか、みるてんって何？」≠ME（2022年）
- 「ガールズルール」乃木坂46（2022年）
- 「歩いていこう」いきものがかり（2023年）[81]
- 「泣き地蔵」  Vaundy（2024年）